# Polymixia nobilis
El barbudo común, chivato de fondo o salmón de alto, es la especie Polymixia nobilis, un pez marino de la familia polimíxidos, distribuidos por amplias zonas del océano Atlántico y el mar Caribe.

## Anatomía
La longitud máxima descrita fue de 48 cm, aunque la longitud normal es de hasta unos 32 cm; en la aleta dorsal tienen 5 espinas duras y una treintena de radios blandos, mientras que en la aleta anal tiene 4 espinas duras y 15 radios blandos. El color del cuerpo es gris marrón por la parte superior y plateado en la inferior, con una mancha negra característica en la parte más distal de la aleta dorsal.

## Hábitat y biología
Viven pegados al fondo marino, que tantean con sus bigotes, en un rango de profundidad entre 100 y 770 metros; su distribución es extensa, por la parte profunda de la plataforma continental del Atlántico e Índico, así como en el talud continental.

## Importancia para el hombre
Se pesca y comercializa, tanto fresco como congelado, aunque es poco frecuente encontrarlo en los mercados.